# Östra Rödeby
Östra Rödeby var före 2015 en av SCB avgränsad och namnsatt småort i Rödeby socken Karlskrona kommun i Blekinge län, omfattande bebyggelse en bit öster om Rödeby. Småorten upphörde 2015 eftersom området sedan länge är sammanvuxen med bebyggelsen i Rödeby.
Området kallas i folkmun ”östran”